# جورج بانكروفت
جورج بانكروفت (بالإنجليزية: George Bancroft) (و. 1800 – 1891 م) هو دبلوماسي، ومؤرخ العصر الحديث، ومؤرخ، وأكاديمي، وكاتب من الولايات المتحدة الأمريكية ولد في ورسستر، ماساتشوستس.
تولى منصب الأمين العام (1845-03-11–1846-09-09) .وهو عضو في الحزب الديمقراطي الأمريكي .

## التعليم
تعلم في جامعة هارفارد، وجامعة غوتنغن.

## روابط خارجية
- جورج بانكروفت على موقع الموسوعة البريطانية (الإنجليزية)
- جورج بانكروفت على موقع إن إن دي بي (الإنجليزية)